# Togepsylla mimana
Togepsylla mimana är en insektsart som beskrevs av Yang och Li 1981. Togepsylla mimana ingår i släktet Togepsylla och familjen Carsidaridae. Inga underarter finns listade i Catalogue of Life.